# Capitalizzazione azionaria
La capitalizzazione azionaria o capitalizzazione di mercato (in inglese market capitalization o market cap) è il valore di mercato totale delle azioni di una società, ovvero corrisponde al valore di tutte le azioni esistenti e già in circolazione (outstanding shares) e indicante dunque quanto denaro ha racimolato un'azienda (e.g. una società per azioni/corporation) tramite la vendita di azioni nel mercato, anche attraverso una borsa. La market cap è uno dei concetti base della corporate finance.

## Introduzione
La capitalizzazione azionaria/di mercato è calcolata moltiplicando il numero di azioni per il loro prezzo di mercato - che può differire anche di molto dal loro valore nominale. Poiché le azioni in circolazione vengono acquistate e vendute nei mercati pubblici, la capitalizzazione azionaria potrebbe essere utilizzata come indicatore dell'opinione pubblica sul patrimonio netto di un'impresa ed è un fattore determinante in alcune forme di valutazione delle azioni.
La capitalizzazione riflette solo il valore patrimoniale di una società. La scelta della struttura del capitale di un'impresa ha un impatto significativo sul modo in cui viene ripartito il valore complessivo di un'impresa tra capitale e debito. Una misura più completa è il valore dell'impresa, che ha effetto sul debito in circolazione, sulle azioni privilegiate e su altri fattori. 
Per le compagnie di assicurazione, è stato utilizzato un valore chiamato "valore incorporato".
La capitalizzazione azionaria è utilizzata dalla comunità degli investitori per classificare le dimensioni delle aziende (a fianco alle vendite o al totale delle attività), o per classificare le dimensioni relative delle borse, essendo una misura della somma delle capitalizzazioni di mercato di tutte le società quotate in ciascuna borsa. Nell'esecuzione di tali classifiche, le capitalizzazioni di mercato sono calcolate in una data significativa, come il 30 giugno o il 31 dicembre.
La capitalizzazione totale dei mercati azionari o delle regioni economiche può essere confrontata con altri indicatori economici. La capitalizzazione di mercato totale di tutte le società quotate in borsa nel mondo era di 51,2 bilioni di dollari nel gennaio 2007 ed è salito fino a 57,5 bilioni di dollari nel maggio 2008 prima di scendere sotto i 50 bilioni di dollari nell'agosto 2008 e leggermente sopra i 40 bilioni di dollari nel settembre 2008. Nel 2014 e 2015, la capitalizzazione di mercato globale è stata rispettivamente di 68 e di 67 bilioni di dollari statunitensi.

## Calcolo
La capitalizzazione azionaria è data dalla formula {\textstyle {\text{MC}}=N\times P}, dove MC è la capitalizzazione azionaria, N è il numero di azioni in circolazione e P è il prezzo di chiusura per azione.
Ad esempio, se una società ha 4 milioni di azioni in circolazione e il prezzo di chiusura per azione è $ 20, la sua capitalizzazione di mercato è quindi di $ 80 milioni. Se il prezzo di chiusura per azione sale a $ 21, la capitalizzazione di mercato diventa $ 84 milioni. Se scende a $ 19 per azione, la capitalizzazione di mercato scende a $ 76 milioni. Ciò è in contrasto con i prezzi mercantili in cui il prezzo di acquisto, il prezzo medio e il prezzo di vendita possono differire a causa dei costi di transazione.
Non tutte le azioni in circolazione si scambiano sul mercato aperto. Il numero di azioni scambiate sul mercato aperto è chiamato flottante. È uguale o minore di N perché N include azioni che sono limitate dal trading. La capitalizzazione di mercato fluttuante utilizza solo il numero fluttuante di azioni nel calcolo, generando solitamente un numero inferiore.

## Capitalizzazione e liquidità di un titolo
Nel caso di società quotate in borsa, la capitalizzazione è un dato importante perché tende ad essere associata al grado di liquidità del titolo. Ciò è dovuto principalmente al fatto che la maggior parte degli indici azionari attribuisce un peso maggiore alle società con maggiore capitalizzazione. Di conseguenza, i fondi comuni di investimento che hanno un certo indice di mercato come benchmark investiranno tendenzialmente di più in un titolo a larga capitalizzazione, rendendolo così più liquido e meno soggetto a manipolazioni di prezzo.
Poiché spesso una parte delle azioni emesse da una società è in mano a uno o più azionisti di riferimento, che possiedono le azioni senza scambiarle sul mercato, si usa distinguere tra il numero totale di azioni e il flottante/fluttuante, ovvero solo la parte di azioni effettivamente disponibile per il libero scambio sul mercato. La capitalizzazione del flottante è quella solitamente utilizzata per calcolare il peso di un titolo nel corrispondente indice azionario.

## Categorie per dimensione di capitalizzazione
Anche in conseguenza della diversa liquidità dei titoli in funzione della loro capitalizzazione, si usa distinguere le società a grande capitalizzazione, a volte chiamate in gergo blue chips, da quelle a piccola capitalizzazione. Talvolta si usano, invece di due macro-categorie, cinque livelli in base a quanti milioni di dollari statunitensi hanno come capitalizzazione di mercato:
- Large-cap company oppure big-cap company se la capitalizzazione di mercato è superiore a 10 miliardi di dollari (potenzialmente, una corporation può anche diventare bilionaria). Si tratta di grandi corporation che esistono da molti anni e che sono grandi player in industrie ben avviate. Il rischio di investimento nel lungo termine in queste aziende di solito è basso. In caso di rallentamenti economici a livello nazionale o internazionale, hanno meno probabilità di sopportare grandi perdite a causa della loro ricchezza e dimensione. Avendo più asset e più fonti di guadagno stabili, hanno più liquidità, più possibilità di concedere garanzie e distribuire dividendi (anche lauti) e meno possibilità di essere insolventi. In generale, sono tra le società che attirano il maggior numero di investitori. Alcuni esempi sono Amazon, Apple, Facebook, Google, Microsoft, Walmart e la Berkshire Hathaway. Esse formano i maggiori indici di riferimento mondiali (benchmark index) come ad esempio S&P 500, il Dow Jones Industrial Average e il Nasdaq Composite. Siccome sono solitamente quotate in borsa, hanno un'information disclosure piuttosto ampia e forte perché producono un bilancio trimestriale (quarterly financial report) controllato da una società di audit prima del rilascio. Eventualmente, la corporation nel complesso e i suoi singoli prodotti finanziari come i bond sono valutati da un'agenzia di rating.
- Mid-cap company se va da 2 a 10 miliardi di dollari. Sono corporation in via di espansione e crescita che operano in industrie e settori che stanno crescendo e hanno un potenziale. Il rischio nel lungo termine è più alto rispetto alle big-cap ma non raggiunge i livelli di rischio di company meno abbienti e operative da meno anni.
- Small-cap company se va da 300 milioni a 2 miliardi di dollari. Siccome sono più sensibili a rallentamenti economici a causa della dimensione e ricchezza minore, il valore delle loro azioni è più volatile, fermo restando che la volatilità deriva anche da momenti di incertezza o speculazione delle borse.
- Micro-cap company se va da 50 milioni tondi a 300 milioni di dollari.
- Nano-cap company se è minore di 50 milioni di dollari. Sono molto sensibili ai rallentamenti economici, hanno meno asset, possono essere aziende molto giovani che si lanciano in progetti e investimenti innovativi e con potenziali ma anche rischi (per esempio, possono ricevere finanziamenti da un fondo di venture capital) e le loro azioni, se valgono meno di 5$, vengono dette penny stock in base alla definizione della Securities and Exchange Commission statunitense. I penny stock di solito sono comprati e venduti over the counter OTC, per esempio attraverso un OTC Bulletin Board (OTCBB) o attraverso OTC Markets Group di proprietà privata. Le nano-cap sono appetibili per i venture capitalist e per coloro che hanno una minore avversione/maggiore avversione al rischio in base alla singola filosofia di investimento (il progetto, anche se ambizioso e apparentemente innovativo, promettente e attraente, può essere un fallimento parziale o totale, ovvero un flop). Le azioni di una nano-cap possono anche non essere penny stock ma valere di più. Le nano-cap, siccome possono produrre dei fogli di bilancio e altri report finanziari non revisionati da un'agenzia di audit e con cadenza minore rispetto a una società già quotata in borsa o in fase di quotazione/listing, possono anche innescare delle truffe contabili più facilmente o non riportare tutti i dati in modo completo e a regola d'arte secondo gli standard contabili (e.g. i GAAP statunitensi o gli IFRS molto usati in Europa e Giappone).

Una sesta categoria aggiungibile in cima per ulteriore chiarezza è mega-cap se il market cap è superiore a 200 miliardi di dollari.
Questi livelli possono variare in base alla crescita economica globale: per esempio, in contesto di crescita eccezionale e di incrementi di capitale sociale delle società, una nano-cap company potrebbe essere definita come avente una capitalizzazione di mercato minore di 80 milioni di dollari, per esempio. In contesto di enorme recessione, una nano-cap potrebbe avere meno di 30 milioni di dollari, come secondo esempio.  Anche se le quattro fasce restano invariate per anni, le società al loro interno potrebbero rimanere stabili e salire o abbassarsi di grado, tale per cui una nano-cap dopo una scalata diventa una micro-cap.
Siccome da un livello all'altro ci sono diversi livelli di rischi e opportunità nel breve, medio e lungo termine, i livelli si possono utilizzare per diversificare il portafoglio/portfolio azionario in base a più rischi, fermo restando che un portafoglio di investimenti non contiene solo azioni ma altri prodotti finanziari (e.g. obbligazioni/bond e derivati) e altri tipi di investimento (e.g. case e terreni affittati). In un portafoglio di azioni diversificate in base al rischio, le azioni delle large-cap company (o "blue chip") possono formare il nucleo/"core" dell'investimento azionario (e in teoria anche obbligazionario). La scelta su quale livello di rischio investire di più, in generale, dipende in primis dalla propria avversione al rischio (e.g. se ha un'alta propensione, investe di più nelle nano-cap e nelle micro-cap; se ha una propensione bilanciata, investe di più nelle small-cap e mid-cap; se ha una bassa propensione, investe di più nelle big-cap e mega-cap).
La distinzione più usata fa riferimento a large caps/blue chip VS small caps. Tale distinzione si riflette nell'uso di diversi indici di mercato: ad esempio l'indice Russell 3000 del mercato statunitense è a sua volta suddiviso tra il Russell 1000 (che include le prime 1000 società per capitalizzazione) e il Russell 2000 (che include le ultime 2000 società). Analogamente, ci possono essere fondi comuni che investono prevalentemente in large cap o prevalentemente in small cap.
La capitalizzazione di mercato non è un indice che indica in modo assoluto quanto è affidabile un'azienda siccome il valore molto alto di un'azione (e quindi della capitalizzazione) può derivare da una bolla speculativa o da truffe contabili e aggiotaggio. Il numero totale di azioni emesse e in circolazione non dice quasi nulla sulla grandezza di una compagnia: per esempio, può avere emesso molte azioni aventi un valore bassissimo oppure pochissime azioni con un valore eccezionalmente alto; in generale, nella seconda casistica si nota come una società sia molto ricca nonostante abbia emesso pochissime azioni.
Le categorie di classificazione delle aziende in base alla market cap non va confusa con quella in base al numero di dipendenti e simili, e.g. micro-impresa VS piccola e media impresa (PMI) VS grande impresa, nonostante sia un'altra classificazione molto diffusa.
La diversa capitalizzazione delle imprese può anche determinare la quotazione su segmenti differenti di una borsa: ad esempio le società a grande capitalizzazione italiane sono quotate nel segmento blue chip dell'MTA alla borsa italiana.